# Młynik (Karkonosze)
Młynik (niem. Mühlberg) – szczyt w Karkonoszach o wysokości 686 m n.p.m., w obrębie Pogórza Karkonoskiego.
Położony jest w północno-zachodniej części Pogórza Karkonoskiego, w niewielkim grzbiecie biegnącym na północ od szczytu Grzybowca. W grzbiecie na południe od Młynika znajduje się Kątnik. Na północ od niego leżą Piechowice.
Jak cały grzbiet, zbudowany jest z granitu karkonoskiego. Pod szczytem i na północnych zboczach nieliczne skałki. Największe noszą nazwy: Okno Skalne i Łomiska.
Porośnięty lasem regla dolnego.